# Zoila Frausto
Pour les articles homonymes, voir Frausto.
Zoila Frausto Gurgel née le 10 décembre 1983 à Fresno en Californie (États-Unis), est une pratiquante de MMA américaine. Elle combat actuellement à l'Invicta Fighting Championships. Zoila Frausto a une sœur plus jeune Stephanie Frausto également pratiquante de MMA.

## Biographie
Zoila Frausto est née dans une famille pour laquelle le MMA est une tradition. Elle a été initiée très jeune par son père ceinture noire de Taekwondo. Zoila Frausto a également pratiqué le football mais une blessure au genoux l'a obligée à abandonner ce sport. Lorsque ses parents ont divorcé elle a rejoint le club local de Muay Thaï et se met à la compétition. Après deux combats victorieux elle se tourne vers le MMA.

## Parcours en MMA

### Débuts
Pour ses débuts Zoila Frausto rencontre Karina Hallinan le 13 février 2009 au Selland Arena de Fresno lors de l'événement The Valentine's Eve Massacre. Elle l'emporte par décision partagée au bout des trois rounds.

### Les origines de son surnom
Le surnom de Zoila Frausto, Warrior Princess, est une référence à la série télévisée américaine et néo-zélandaise Xena, la guerrière, (le titre original est Xena: Warrior Princess)

### Distinctions
- Bellator MMA
  - Championne féminine du Bellator Fighting Championships poids paille 115 lb (52 kg) (depuis le 28 octobre 2010 face à Megumi Fujii)

## Palmarès en MMA
| 17 combats     | 12 victoires | 5 défaites |
| Par KO         | 1            | 0          |
| Par soumission | 2            | 2          |
| Sur décision   | 9            | 3          |

| Résultat | Record | Adversaire             | Méthode                                                | Événement                                                      | Date              | Round | Temps | Lieu                                  | Notes                                                                         |
| -------- | ------ | ---------------------- | ------------------------------------------------------ | -------------------------------------------------------------- | ----------------- | ----- | ----- | ------------------------------------- | ----------------------------------------------------------------------------- |
| Défaite  | 12–5   | Jocelyn Jones-Lybarger | Décision unanime                                       | RFA 31: Smith vs. Marunde                                      | 9 octobre 2015    | 5     | 5:00  | Las Vegas, Nevada, États-Unis         | Pour le titre vacant Resurrection Fighting Alliance féminin des poids paille. |
| Défaite  | 12–4   | Vanessa Porto          | Décision unanime                                       | Invicta FC 7: Honchak vs. Smith                                | 7 décembre 2013   | 3     | 5:00  | Kansas City, Missouri, États-Unis     |                                                                               |
| Défaite  | 12–3   | Jennifer Maia          | Décision unanime                                       | Invicta FC 5: Penne vs. Waterson                               | 5 avril 2013      | 3     | 5:00  | Kansas City, Missouri, États-Unis     |                                                                               |
| Défaite  | 12–2   | Jessica Eye            | Soumission Technique (étranglement en triangle debout) | Bellator Fighting Championships 83: Season Seven               | 7 décembre 2012   | 1     | 0:58  | Atlantic City, New Jersey, États-Unis | Poids mouche 125 lb (57 kg)                                                   |
| Victoire | 12–1   | Casey Noland           | Décision unanime                                       | Bellator Fighting Championships 78                             | 26 octobre 2012   | 3     | 5:00  | Dayton, Ohio, États-Unis              | Poids mouche 125 lb (57 kg)                                                   |
| Victoire | 11–1   | Karina Hallinan        | Décision unanime                                       | Bellator 35                                                    | 5 mars 2012       | 3     | 5:00  | Lemoore, Californie, États-Unis       | Poids mouche 125 lb (57 kg)                                                   |
| Victoire | 10–1   | Megumi Fujii           | Décision partagée (49-46, 48-47, 47-48)                | Bellator 34: Bellator Season 3 - finale                        | 28 octobre 2010   | 5     | 5:00  | Hollywood, Floride, États-Unis        | Remporte le titre féminin du Bellator poids pailles 115 lb (52 kg)            |
| Victoire | 9–1    | Jessica Aguilar        | Décision partagée                                      | Bellator 31: Bellator Season 3 - demi-finale                   | 30 septembre 2010 | 3     | 5:00  | Lake Charles, Louisiane, États-Unis   |                                                                               |
| Victoire | 8–1    | Jessica Penne          | Décision unanime                                       | Bellator 25: Bellator Season 3 - quart de finale               | 19 août 2010      | 3     | 5:00  | Chicago, Illinois, États-Unis         |                                                                               |
| Victoire | 7–1    | Rosi Sexton            | KO (coups de genou et coups de poing)                  | Bellator 23                                                    | 24 juin 2010      | 1     | 2:00  | Louisville, Kentucky, États-Unis      | catchweight : 121 lb (55 kg)                                                  |
| Victoire | 6–1    | Michelle Ould          | Soumission (blessure à la cheville)                    | The Warriors Cage 8: Meltdown                                  | 16 mai 2010       | 2     | 2:42  | Porterville, Californie, États-Unis   |                                                                               |
| Défaite  | 5–1    | Miesha Tate            | Soumission (clé de bras)                               | Strikeforce Challengers: Johnson vs. Mahe                      | 26 mars 2010      | 2     | 4:09  | Fresno, Californie, États-Unis        |                                                                               |
| Victoire | 5–0    | Jessica Rakoczy        | Soumission (clé de bras)                               | Tachi Palace Fights 3: Champions Collide                       | 4 février 2010    | 2     | 1:17  | Lemoore, Californie, États-Unis       |                                                                               |
| Victoire | 4–0    | Elisha Helsper         | Décision unanime                                       | Strikeforce Challengers: Gurgel vs. Evangelista                | 6 novembre 2009   | 3     | 5:00  | Fresno, Californie, États-Unis        |                                                                               |
| Victoire | 3–0    | Leann Jenkins          | Décision unanime                                       | PureCombat 9: Home Turf                                        | 25 juillet 2009   | 3     | 5:00  | Visalia, Californie, États-Unis       |                                                                               |
| Victoire | 2–0    | Sarah Boyd             | Décision unanime                                       | Disturbing The Peace                                           | 27 juin 2009      | 3     | 5:00  | Fresno, Californie, États-Unis        |                                                                               |
| Victoire | 1–0    | Karina Hallinan        | Décision partagée                                      | Wargods/Ken Shamrock Productions: The Valentine's Eve Massacre | 13 février 2009   | 3     | 3:00  | Fresno, Californie, États-Unis        |                                                                               |

## Vie privée
Zoila Frausto est marié à Jorge Gurgel également pratiquant de MMA qu'elle a rencontré à Fresno lors de la promotion du Strikeforce Challengers: Gurgel vs. Evangelista qui a eu lieu le 6 novembre 2009.